# Pain (canción de Three Days Grace)
«Pain» —en español: «Dolor»— es el segundo sencillo del álbum One-X de la banda canadiense de rock Three Days Grace.

## Contenido
De acuerdo con el vocalista Adam Gontier:
 "Es una canción sobre sentirse como si estuvieras constantemente insensible a las cosas que te rodean, gracias a tus propias acciones, y se trata de estar harto de ese sentimiento."

## Vídeo musical
El video musical, dirigido por Tony Petrossian, cuenta con la banda tocando la canción en lo que parece ser una mansión abandonada, y fotos de jóvenes con problemas haciendo playback de la canción. Al final de la canción, todos (tanto jóvenes y los miembros de la banda) muestran una "X" roja tatuada en la parte posterior de sus cuellos. El vídeo en Vevo lleva más de 128 millones de visitas.

## Recepción
"Pain" se ha convertido en uno de los mayores éxitos de la banda hasta la fecha. Alcanzó el número uno en el Billboard Modern Rock Tracks durante cuatro semanas consecutivas, convirtiéndose en su mayor éxito en esa lista. Quedó en la lista durante 30 semanas. Posteriormente, "Animal I Have Become" y "Never Too Late" quedarían más tiempo, con 41 semanas y 43 semanas respectivamente. En el Billboard Hot Mainstream Rock Tracks, donde también alcanzó el número uno, permaneció allí durante 13 semanas consecutivas. También alcanzó el número 44 en el Billboard Hot 100, convirtiéndose en su primer sencillo en alcanzar el top 50 del Hot 100 y su posición más alta en esa lista hasta la fecha.
"Pain" también ocupó el puesto número uno en muchas estaciones de rock canadienses de semana, y fue la canción más solicitada diez semanas seguidas. También alcanzó el número uno en el MuchMusic Countdown.
La canción apareció en episodios de Criminal Minds, CSI: Nueva York y Ghost Whisperer, y como canción jugable en los videojuegos Revolution Rock y Rock Band 3.

## Lista de canciones
1. "Pain"
2. "Pain (Stripped Acoustic Version)"
3. "Animal I Have Become (Stripped Acoustic Version)"

## Versiones
Actualmente hay tres versiones de la canción "Pain": La versión original en el álbum, la versión acústica de "Pain" (junto a "Animal I Have Become" disponibles para su descarga en la mayoría de las tiendas de música en línea), y una tercera versión titulada "Pain (Pleasure Mix)". La introducción y el verso de esta última están tocadas acon una guitarra de doce cuerdas, dándole a la canción una mayor profundidad en el sonido.

## Posicionamiento en listas
| Lista (2006)                            | Mejor posición |
| --------------------------------------- | -------------- |
| Canadá (Hot 100)                        | 44             |
| Estados Unidos (Hot 100)                | 52             |
| Estados Unidos (Alternative Songs)      | 1              |
| Estados Unidos (Mainstream Rock Tracks) | 1              |

## Certificaciones
| País           | Organismo certificador | Certificación | Ventas certificadas | Ref.  |
| -------------- | ---------------------- | ------------- | ------------------- | ----- |
| Canadá         | Music Canada           | Platino       | 80 000              | [ 4 ] |
| Estados Unidos | RIAA                   | Platino       | 1 000               | [ 5 ] |

## Créditos y personal

### Miembros
- Adam Gontier: voz y guitarra
- Barry Stock: guitarra
- Brad Walst: bajo
- Neil Sanderson: batería y coros